# Hanenfeldt (Adelsgeschlecht)

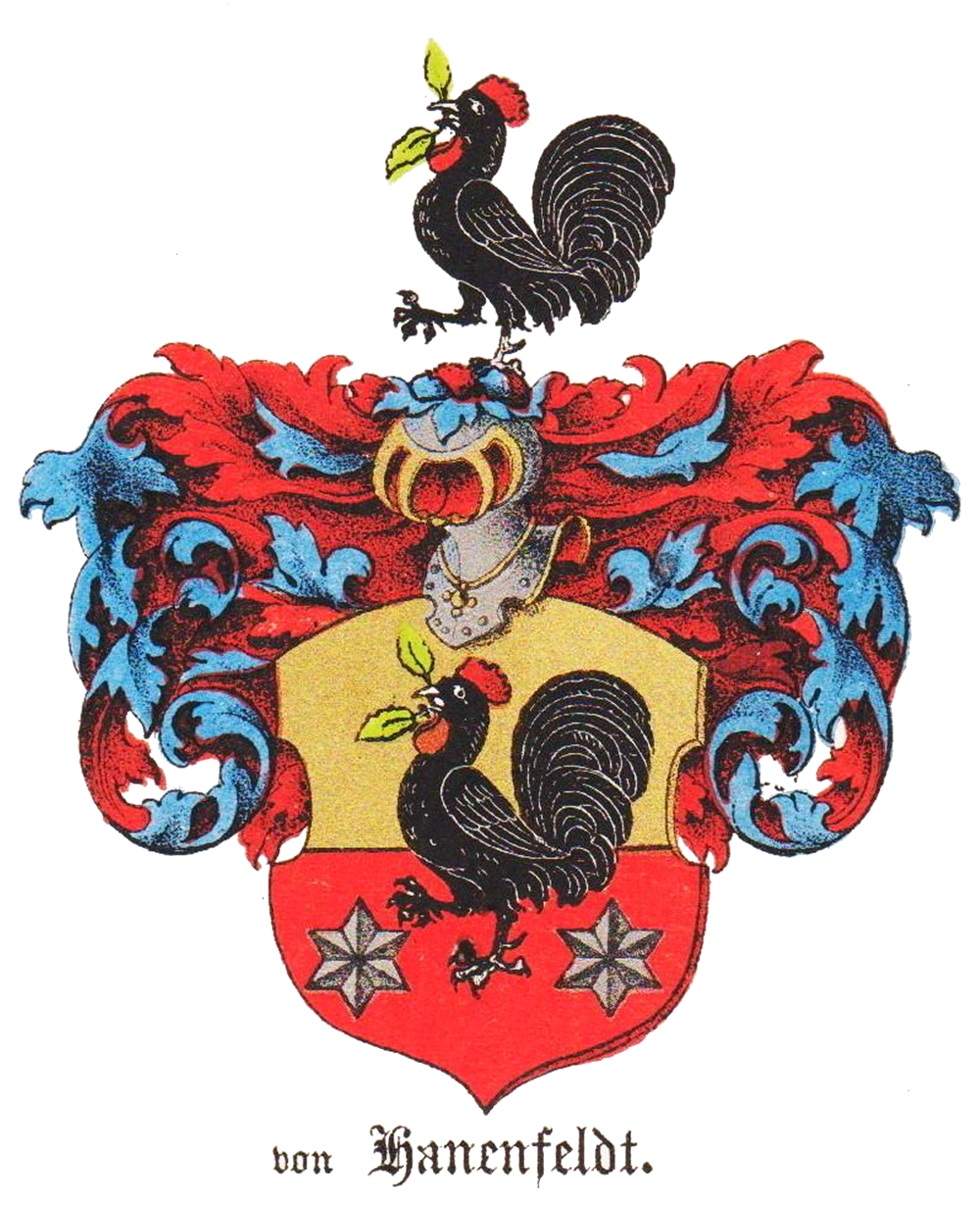
Wappen derer von Hanenfeldt

Hanenfeldt (auch Hanenfeld, Hahnenfeld o. ä.) ist der Name eines westfälisch-baltischen Adelsgeschlechts.

## Geschichte

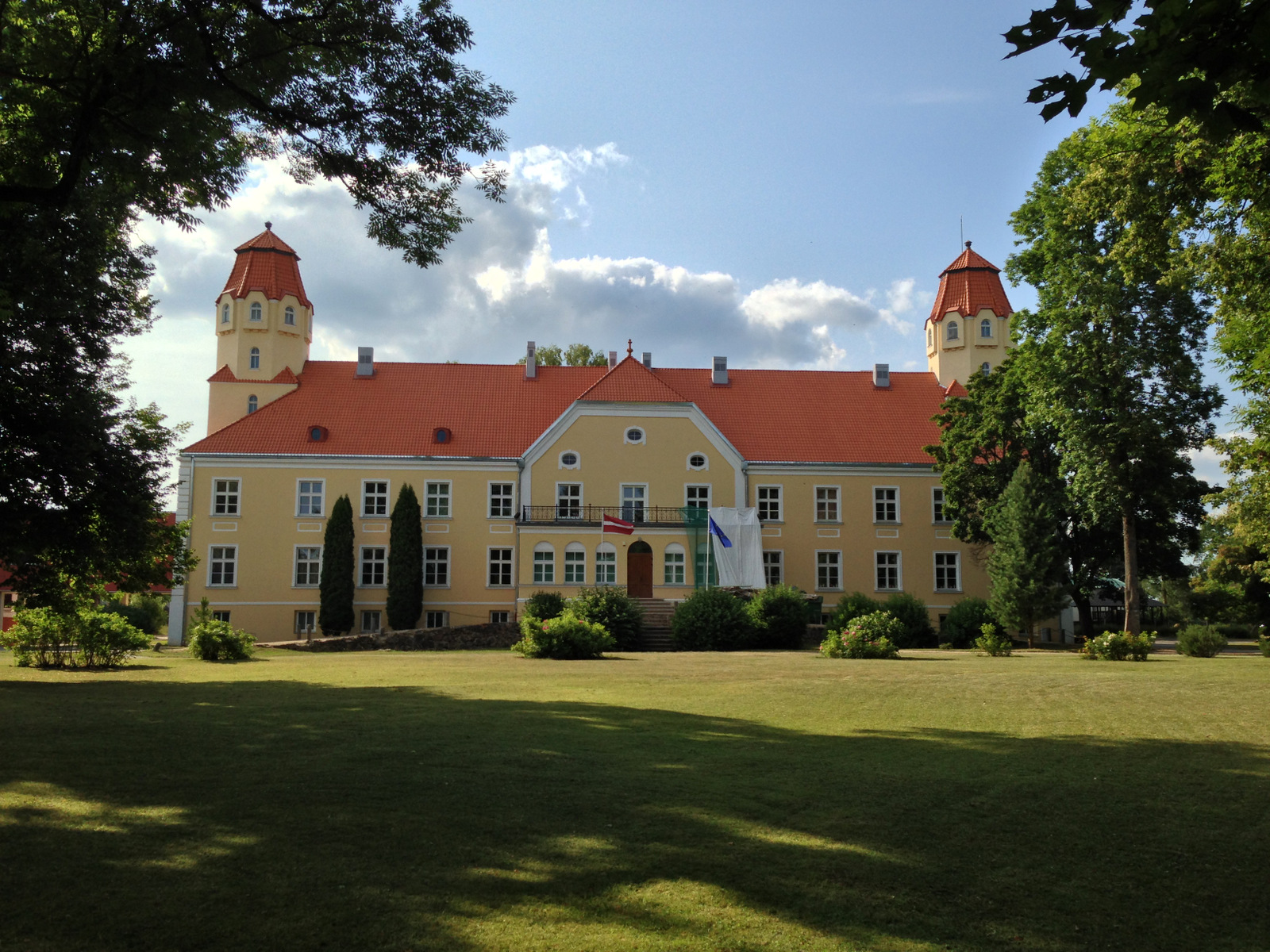
Schloss Sunzel (2013)

Die Hanenfeldt stammen ursprünglich aus der Grafschaft Ravensberg. Sie beginnen ihre Stammreihe mit Peter Hanenfeldt 1572 in Riga. Die zunächst bürgerliche Familie erlangte einigen Wohlstand, Angehörige waren Kaufleute, Akademiker und Pastoren und breiteten sich nach Kurland und Litauen aus. Der „Radziwiłł'sche“ Kapitänleutnant und Kommandant von Birsen Paul Wilhelm von Hanenfeldt († 1731) wurde durch den Großen Kurfürsten am 16. Januar 1680 in den brandenburgischen Adelsstand erhoben. Während die bürgerliche Linie 1752 erloschen ist, wurden zwei adelige Linien der Familie 1797 (sub. 259) und 1854 (sub. 400) bei der livländischen Ritterschaft immatrikuliert.
Nachstehenden Gutsbesitz konnte die Familie in Livland zeitweilig an sich bringen: Absenau, Alt Bewershof, Dickeln, Essenhof, Hilchensfähr, Judasch, Seyershof und Waldamsee. Zum Zeitpunkt der Einziehung der Güter durch Estland 1920 war noch Fehren und Schloss Sunzel mit Baldwinshof, Bresemoise und Kewel bei der Familie.

## Wappen
Das Wappen (1680) ist von Gold und Rot geteilt, überlegt mit einem schwarzen Hahn mit rotem Kamm und Lappen, der zwei grüne Blätter im goldenen Schnabel hält und im unteren Feld von zwei silbernen Sternen beseitet ist. Auf dem rot-blau bewulsteten Helm mit rot-blauen Decken der Hahn. Davon abweichend sind die Helmdecken auch als rechts schwarz-golden und links rot-golden blasoniert.

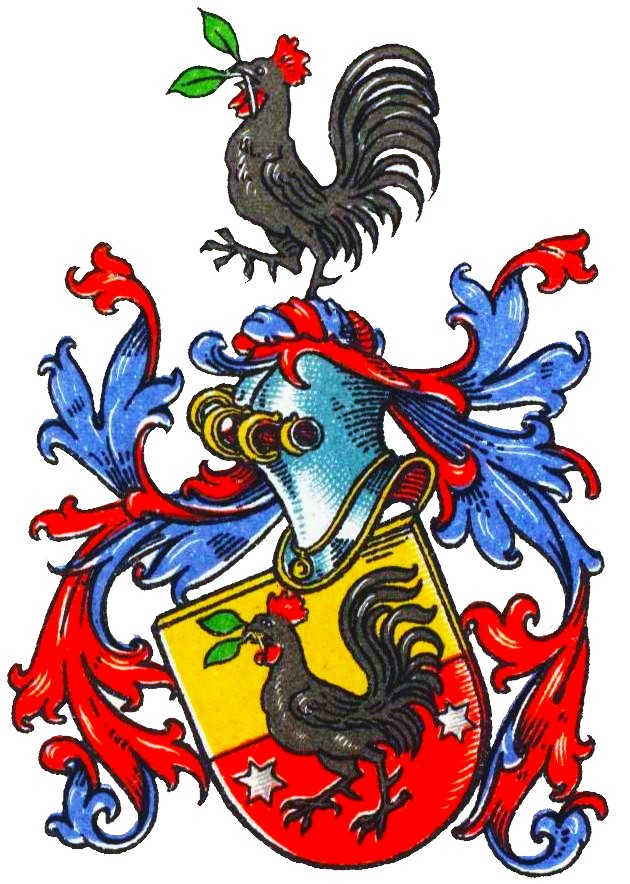
Wappen derer von Hahnenfeld im Wappenbuch des Westfälischen Adels
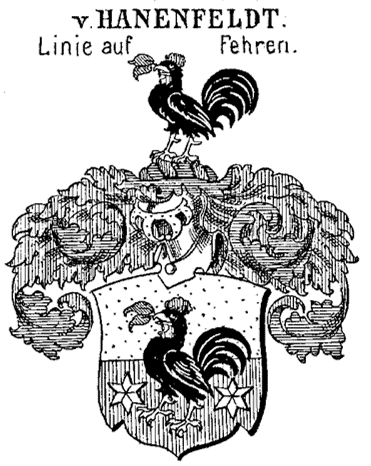
Wappen derer von Hahnenfeldt zu Fehren in Siebmachers Wappenbuch
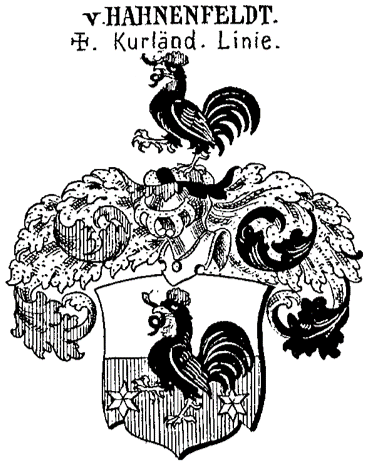
Wappen derer von Hahnenfeldt, kurländische Linie
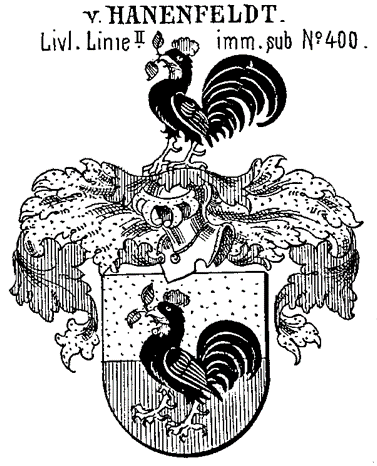
Wappen derer von Hahnenfeldt, livlänische Linie

## Angehörige
- Louis von Hanenfeldt (1815–1888), preußischer Generalleutnant
- Nikolaus Reinhard von Hanenfeldt (1723–1805), preußischer Generalleutnant